# Hans van Zanten
Hans van Zanten (1919) was zweefvlieger en Engelandvaarder.

## Zweefvlieger
Hans van Zanten en Otto Paul Koch werden als zweefvliegers geselecteerd om Nederland te vertegenwoordigen op de Olympische Spelen van Helsinki in 1940, die wegens het uitbreken van de Tweede Wereldoorlog niet doorgingen.

## Engelandvaarder
Van Zanten wilde met Jan van der Meer naar Engeland gaan. Als ervaren zweefvliegers wilden ze zich melden bij de RAF, omdat ze hadden gehoord dat bij een eventuele invasie op het vasteland mogelijk gebruik zou worden gemaakt van zweefvliegtuigen. Beiden hadden ook het zilveren C-vliegbrevet, Van der Meer had ook nog het M-brevet motorvliegen en hij had ervaring met het slepen van zweefvliegtuigen.
Voor hun overtocht hadden ze een vouwkano gekocht met een steunzeiltje. In juni 1941 vertrokken ze. Ongeveer 30 km buiten de kust werden ze aangehouden door drie Duitse Motor Torpedo Boten die de heren meenamen naar de Marine Kriegsgericht, dat hen veroordeelde. Van Zanten kreeg 2,5 jaar tuchthuis, eerst in Rheinbach, later in Siegburg. Van der Meer werd tewerkgesteld in een fabriek.

## Na de oorlog
Beiden overleefden de oorlog. Van Zanten bleef vliegen en ging werken voor Bob Schreiner, een andere Engelandvaarder.